# Alice Seelow
Alice Seelow est une traductrice littéraire et une romancière française.

## Biographie
Elle est née et vit à Paris. Après une maîtrise de lettres à la Sorbonne et l'écriture d'une thèse consacrée à Au Hasard Balthazar de Robert Bresson sous la direction de l'historien du cinéma Jean Mitry, elle réalise un court-métrage adapté d’un conte d'Hoffmann, sélectionné au Festival de l’Espace Cardin. Puis elle exerce en parallèle, pendant une dizaine d’années, les métiers de lectrice de scénarios au Bureau des projets de France Télévisions, et de professeure de français dans le secondaire. Depuis 2000, elle se consacre exclusivement à la traduction littéraire. Parmi une centaine d'ouvrages de langue anglaise et espagnole, elle a traduit les œuvres du Cubain Abilio Estévez  (Grasset - Prix du Meilleur Livre étranger 2000), du Chilien Antonio Skarmeta (Grasset), des nouvelles de Ray Bradbury, de Stephen King (Hachette), des inédits de Katherine Mansfield (Stock). En 2003, elle a animé, avec le professeur et traducteur Guy Leclercq, des séminaires de traduction pour l’ESIT à l’université Paris-Dauphine, et les tables rondes du Troisième Séminaire de la traduction littéraire de Turin autour d’Abilio Estévez et de ses dix  traducteurs et traductrices. Elle est actuellement membre expert indépendant de la commission du CNL d’aide aux œuvres étrangères en voie de publication. Elle est aussi l’auteure de deux romans,  Le Marchand de biens, qui reçoit en 2011 un prix de la Société des gens de lettres, et Un Désordre plus fort que la mort, aux éditions Jacques Flament, en 2021.

## Œuvres personnelles
- Le Marchand de biens : roman, Saint-Malo, Éditions Pascal Galodé, 2011, 185 p. (ISBN 978-2-35593-147-5)[2],[3],[4]
- Un Désordre plus fort que la mort, Brest, Editions Jacques Flament, octobre 2021, 203 p. (ISBN 978-2-36336-504-0)[5],[6]
- Préface de l'édition des œuvres complètes d'Edgar Allan Poe traduit par Charles Baudelaire : Une Fraternité littéraire, Jacques Flament Éditions, 2021, 538 p. (ISBN 978-2-36336-478-4)[7]

## Traductions principales
Traductions principales
- Abilio Estévez, Ce Royaume t’appartient, (Cuba), Grasset-Bourgois, 2000
- Abilio Estévez, Palais lointains, Grasset, 2003
- Abilio Estévez, Le Navigateur endormi, Grasset, 2009
- Abilio Estévez, Le Danseur russe, Grasset, 2011
- Abilio Estévez, L’Année du Calypso, Grasset, 2013
- Stine, Bradbury, Nuits blanches, Hachette, 2000
- Margot Livesey, Tous des criminels, Mercure de France, 2000
- Mary Jayne Gold, Marseille année 1940, Phébus, 2001
- Lawrence Norfolk, Comme un sanglier, Grasset, 2002
- Lawrence Norfolk, Le Banquet de John Saturnal, Grasset, 2013
- Beth Yaph, Crocodile Fury[9], Stock, 2003
- Antonio Skármeta, La Fille et le trombone, Grasset, 2003
- Antonio Skármeta, Le Ballet de la Victoire, Grasset, 2005
- Antonio Skármeta, Neruda, Grasset, 2005
- Antonio Skarmeta, Un Père lointain, Grasset, 2010
- Antonio Skarmeta, Les Jours de l’arc-en-ciel,  Grasset, 2011
- Victor Álamo de la Rosa, L’Île aux lézards, Grasset, 2004
- Victor Alamo de la Rosa, Amours souterraines, Grasset, 2006
- David Morrell, Accès interdit, Grasset, 2005
- Katherine Mansfield, Nouvelles, Stock publication collective, 2006
- Benjamin Markovits, À la lisière du Monde, Phébus, 2007
- Kathryn Davis, De l’autre côté de l’Hiver, Stock, 2007
- Kathryn Davis, Aux Enfers, Stock, 2008
- Edward Carey, Le Château, Grasset, 2014
- Edward Carey, Le Faubourg,  Grasset, 2015
- Edward Carey, La Ville, Grasset, 2016
- Ashok Ferrey, L’Incessant Bavardage des Démons, Mercure de France, 2018
- Liz Moore, La Rivière des disparues, Buchet-Chastel, 2021

## Récompenses et distinctions
- Prix Thyde Monnier de la Société des gens de lettres 2011 - Le Marchand de biens, Pascal Galodé éditions.
- Prix du meilleur Livre étranger 2000 - Ce royaume t'appartient, Abilio Estévez, Grasset-Bourgois.